# Edouard Wouters
Pour les articles homonymes, voir Wouters.
Edouard-Joseph Wouters, né le 26 janvier 1830 et mort le 13 juillet 1876, est un avocat et homme politique belge. Il est le beau-frère de Jules Roberti.

## Fonctions et mandats
- Membre de la Chambre des représentants de Belgique par l'arrondissement de Louvain : 1866-1876
- Secrétaire de la Chambre : 1870-1876
- Bourgmestre de Rhode-Sainte-Agathe : 1872-1876

## Sources
- Le Parlement belge, 1831-1894, p. 626.

- Ressource relative à plusieurs domaines :   - ODIS